# مارتن فالدسميلر
مارتن فالدسميلر (بالألمانية: Martin Waldseemüller)‏ ولد في 1470 توفي في 16 مارس 1520 يدعى هيلاكوميليس هو رسام خرائط ألماني من عصر النهضة.
ولد في فريبورغ بألمانيا أمضى طفولته في بحيرة كونيطنس، تعلم فن الطباعة على يد عمه في بازل.

## أختراعه لاسم لأمريكا

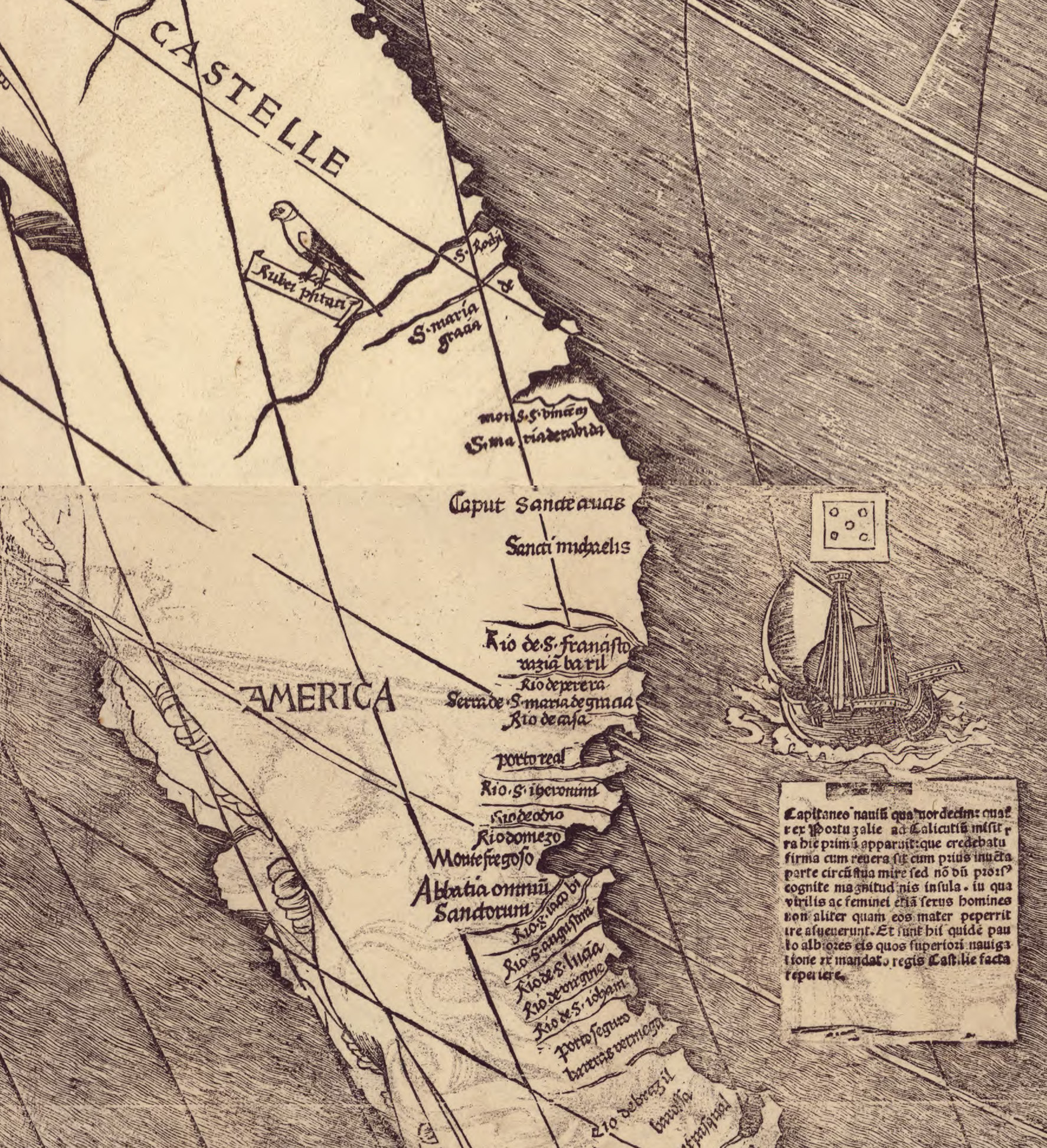
أول خريطة لمارتن فالدسميلر وجد عليها اسم أمريكا"AMERICA"

في 25 أبريل 1507 يطبع كتابا تحت اسم مقدمة في الكوسموغرافيا (Cosmographiæ Introductio) يستعمل لأول مرة اسم أمريكا المقتبسة من اسم أمريكو فسبوشي لينعت به اسم الأراضي المكتشفة للعالم الجديد. ويتساءل المؤرخون لماذا اختار مارتن فالدسميلر اسم أمريكا عوضا عن كولومبيا وتتضح الأعجوبة عندما نعلم أن رحلات فسبوشي لأمريكا الجنوبية كانت معروفة أكثر من رحلات كريستوفر كولومبوس وتتميز بمصداقية كبيرة.

## روابط خارجية
- مارتن فالدسميلر على موقع الموسوعة البريطانية (الإنجليزية)
- مارتن فالدسميلر على موقع إن إن دي بي (الإنجليزية)

## اقرأ أيضا
- خريطة فالدسيمولير